# Маккракън (окръг, Кентъки)
Окръг Маккракън (на английски: McCracken County) е окръг в щата Кентъки, Съединени американски щати. Площта му е 694 km², а населението - 65 514 души (2000). Административен център е град Падука.